# Nico Bleutge
Nico Bleutge, född 1972 i München, är en tysk poet och litteraturkritiker, bosatt i Berlin.
Bleutge växte upp i Pfaffenhofen an der Ilm och studerade germanistik med inriktning på modern litteratur samt retorik och filosofi i Tübingen mellan 1993 och 1998. Hans dikter har publicerats i flera antologier och litteraturtidskrifter. Debuten 2006 med diktsamlingen ”klare konturen” lovordades av kritikerna. Sedan dess har han givit ut ytterligare tre diktsamlingar, "fallstreifen" (2008), "verdecktes gelände" (2013) och "nachts leuchten die schiffe" (2017). Dikterna innehåller ofta förtätade skildringar av naturen, präglade av ett rytmiskt språk. Bleutge bor sedan 2001 i Berlin, där han är verksam som litteraturkritiker bland annat för Süddeutsche Zeitung, Neue Zürcher Zeitung, Tagesspiegel och Stuttgarter Zeitung. Han är medlem i tyska PEN och Bayerische Akademie der Schönen Künste. På svenska finns han bland annat representerad med tre dikter översatta av Arne Johnsson i OEI 24–25, 2005.

## Verk
- klare konturen. Gedichte, München: C. H. Beck 2006
- fallstreifen. Gedichte, München: C. H. Beck 2008
- verdecktes gelände. Gedichte, München: C. H. Beck 2013
- nachts leuchten die schiffe. Gedichte, München: C. H. Beck 2017